# Cabo Engaño (República Dominicana)
O cabo Engaño é um cabo da República Dominicana que constitui o extremo oriental da ilha Hispaníola. O Aeroporto Internacional de Punta Cana, o mais movimentado do país, fica a sul deste cabo.
Cristóvão Colombo viu este cabo pela primeira vez em 16 de janeiro de 1493 e designou-o Cabo Sant Theramo (ou Cabo de São Telmo).